# Neustift (Ortenburg)
Neustift ist ein Ortsteil des Marktes Ortenburg im bayerischen Landkreis Passau.

## Lage
Neustift liegt im Wolfachtal etwa vier Kilometer nördlich von Ortenburg, sieben Kilometer südlich von Vilshofen an der Donau sowie 20 km westlich von Passau.

## Geschichte
Aus der früheren Geschichte Neustifts ist nur äußerst wenig bekannt. Es gehörte zum Kollegiatstift Vilshofen, in dessen Salbüchern es 1542 und 1597 erwähnt wird. Im Konskriptionsjahr 1752 wird Neustift mit fünf Anwesen als Teil der Obmannschaft Hitzling erwähnt. Zwei einschichtige Untertanen gehörten zur Hofmark Münchsdorf. Das Bauernanwesen stand dabei aber die meiste Zeit unter der Herrschaft der Ortenburger Grafen.
Erst Anfang des 19. Jahrhunderts erwuchs Neustift aus verstreuten Weilern und Gehöften zu einer offenen Dorfeinheit ohne Siedlungsmittelpunkt. Seit 1882, als die Niederbayerischen Schotterwerke mit dem Granitabbau begannen, wuchs die Einwohnerzahl ständig an.
In den 1920er Jahren siedelten sich zahlreiche Kleinsiedler in Neustift an. Im Jahre 1922 wurde hier das Kloster St. Scholastika Neustift von Benediktinerinnen der Anbetung gegründet. Der größte Arbeitgeber ist der Steinbruchbetrieb Niederbayerische Schotterwerke mit Förderung im Tagebau. Der Ort ist für den Eisenbahngüterverkehr durch die Wolfachtalbahn erschlossen.
1926 erbauten Neustifter Bürger auf eigene Kosten, allen voran der Steinbruchbesitzer Georg Seil, ein Schulgebäude mit Lehrerwohnung. Wegen der Nähe des immer größer werdenden Steinbruchs, vor allem wegen der Gefahr bei Sprengungen, wurde 1963/1964 ein neues Schulgebäude errichtet. Im Zuge der Schulreform erfolgte 1971 die Abstufung der Schule zu einer Grundschule.
Neustift war bis zur Gemeindegebietsreform in Bayern Teil der Gemeinde Iglbach, beziehungsweise ab dem 1. Oktober 1970 Wolfachau, ehe diese am 1. Mai 1978 an die Gemeinde Ortenburg angegliedert wurde.

## Sehenswürdigkeiten
- Pfarrkirche Mater dolorosa. Der spätgotische Bau entstand im 15./16. Jahrhundert, der Westturm wurde 1639 errichtet.
- In Neustift befindet sich das Kloster St. Scholastika Neustift, das das Mutterhaus der Bayerischen Provinz der Benediktinerinnen der Anbetung in Deutschland ist. Das Kloster betreibt das Gästehaus „Geistliche Zelle“, welches oft von Touristen für einige Tage als Ort der Ruhe genutzt wird. Des Weiteren befindet sich gegenüber dem Kloster und dem Feuerwehrhaus der im Jahr 2014/2015 neu angelegte Granitpark, der die Geschichte über den Granitabbau und daraus resultierende Ansiedlung in Neustift darstellt. Durch Neustift führt auch der bekannte Pilgerweg Via Nova.

## Bildung
In Neustift sind zwei Schulen und ein Kindergarten ansässig, dabei ist das Kloster St. Scholastika Neustift Träger der Realschule und des Kindergartens.
- Columba-Neef-Realschule Neustift
- Grundschule Neustift
- Katholischer Kindergarten St. Martin Neustift

## Vereine
Neustift besitzt ein großes und gutes Vereinsleben die in den folgenden Vereinen organisiert sind:
- Freiwillige Feuerwehr Neustift
- DJK-FC Neustift
- Katholische Landjugend Neustift
- Asphalt-Club Neustift
- Krieger- und Soldatenverein Neustift-Blindham
- Förderverein der Grundschule Neustift
- Gesangverein Neustift
- Katholische Frauenbund Neustift
- Verein der Freunde und Förderer der Columba-Neef-Realschule Neustift e. V.
- Wasserbeschaffungsverband Neustift